# Porto Ferreira (ort)
Porto Ferreira är en ort i Brasilien.   Den ligger i kommunen Porto Ferreira och delstaten São Paulo, i den sydöstra delen av landet, 700 km söder om huvudstaden Brasília. Porto Ferreira ligger 564 meter över havet och antalet invånare är 49 127.
Terrängen runt Porto Ferreira är platt. Runt Porto Ferreira är det ganska tätbefolkat, med 104 invånare per kvadratkilometer.. Närmaste större samhälle är Pirassununga, 16,7 km söder om Porto Ferreira.
Omgivningarna runt Porto Ferreira är en mosaik av jordbruksmark och naturlig växtlighet.